# قضايا البيئة البحرية في لبنان
هناك عوامل عديدة تؤثر على المياه والسواحل في لبنان، بما في ذلك التلوث البحري وتلويث السفن وتشمل قائمة هذه العوامل الانسكابات النفطية وتسرب المواد السامة الضارة وانسكابات مياه المجاري والتخلص من النفايات الاشعاعية والطبية. 

## دور القوات البحرية اللبنانية
في لبنان، تُعنى القوات البحرية اللبنانية بمسائل الحفاظ على البيئة البحرية والتعامل مع التلوث البحري وتنفيذ الاتفاقيات البحرية الدولية مثل اتفاقية ماربول التي تسعى لمنع التلوث الناجم عن السفن. وتقوم البحرية اللبنانية بذلك لأنها الجهة الرسمية الوحيدة في الدولة التي يمكنها فرض القانون البحري في كل من المنطقة الاقتصادية الخاصة اللبنانية والمياه الإقليمية. إلا أنّ البحرية اللبنانية:
- لا تجند ضباط مختصيين من حملة الشهادات العليا في المجال البحري.[3]

- مهارات القوات اللبنانية البحرية لا تمتاز بالتنوع أو التقدم إلى مستوى الدول الأوروبية بسبب محدودية الموارد البشرية والمعدات.[4]

وتواجه القوات البحرية اللبنانية صعوبات في تحقيق أدوارها الدائمة في مجال السلامة البحرية والأمن وإدارة البيئة البحرية.

### التعاون مع قوة الأمم المتحدة المؤقتة في لبنان
يقتصر التعاون في الوقت الحالي بين قوة المهام البحرية التابعة لقوة الأمم المتحدة المؤقتة في لبنان والقوات البحرية اللبنانية على القضايا الأمنية ولا يشمل ذلك القضايا البيئية المؤثرة على لبنان. ولا تتمثل بعض سفن قوة المهام البحرية  للملحق السادس من اتفاقية ماربول والتي تُعنى بتلوث الهواء الناجم عن السفن.

## التسربات النفطية

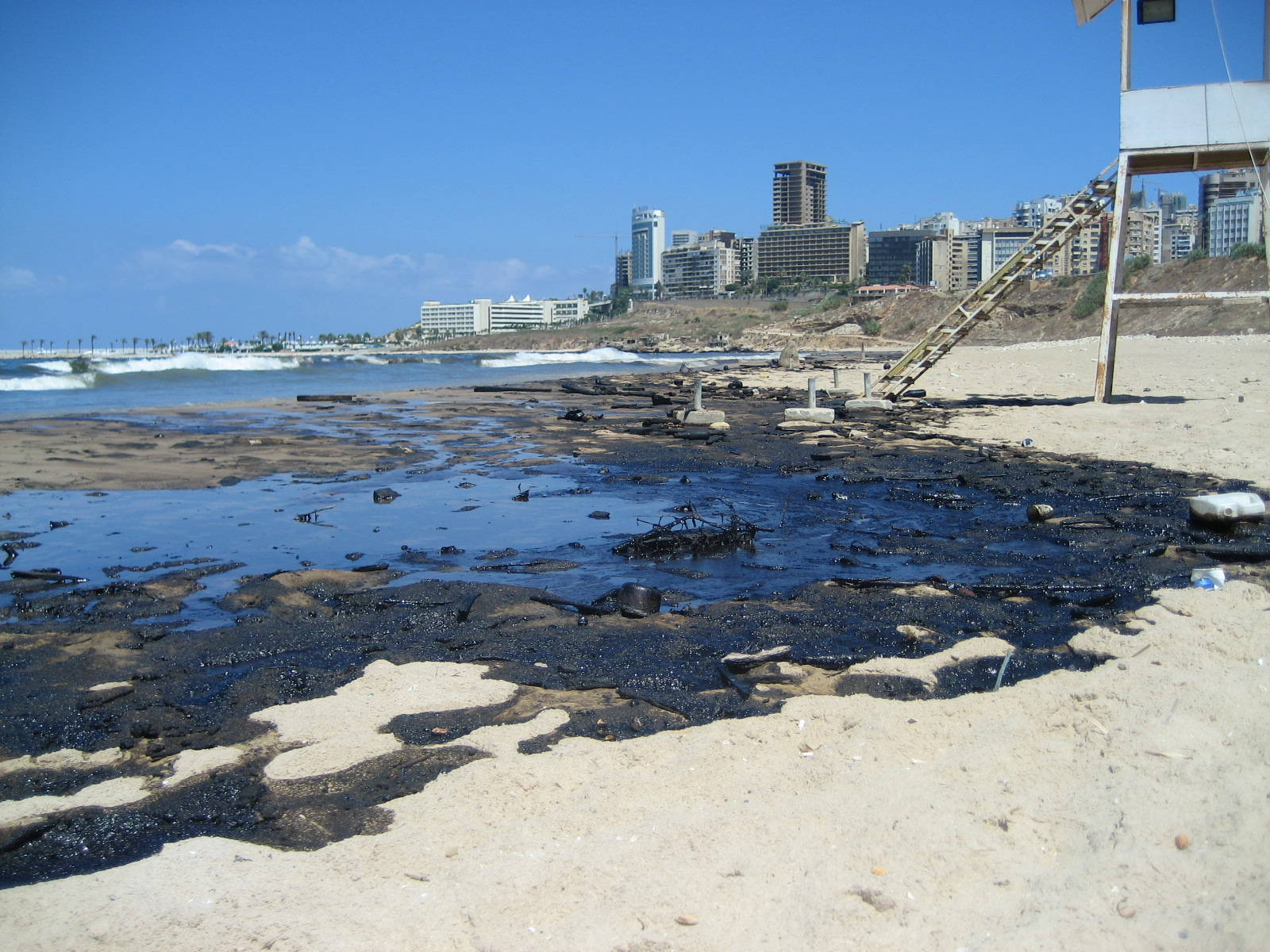
تسرب النفط من محطة جيّة: كارثة بيئية تؤثر على البيئة البحرية في لبنان

### تسرب النفط من محطة جية
مثل تسرب النفط من محطة جية الذي سبب كارثة طبيعية حصلت خلال حرب لبنان 2006 وحجمها يُقارن بتسرب إيكسون فالديز النفطي. عبر الشعب اللبناني عن معاناتهم من هذه الكارثة، حيث زادت البقعة النفطية من خطر الإصابة بالسرطان وغيره من الأمراض وتعرضت الأسماك وغيرها من الموارد البحرية للهلاك. وعلى عكس التسرب النفطي ديب ووتر هورايزون الذي رُصد له تعويض بقيمة 20 بليون دولار، فإن الشعب اللبناني لم يُكرم ولم يحصل على أي تعويض، كما أنهم عانوا من الآثار طويلة المدى.

### التلوث النفطي الناجم عن السفن
بينت دراسة قامت بها منظمة ITOPE أن 91% من الانسكابات النفطية الصغيرة تساهم بمقدار أقل من 7 أطنان مترية لكل انسكاب. لا يتجادل الرأي العام والسلطات الرسمية في لبنان للانسكابات الصغيرة التي تحدثها السفن التجارية التي تصل إلى الموانئ اللبنانية. يتعرض ساحل عمشيت وبيروت  وجية وطرابلس والزهراني وذوق مكايل إلى التلوث بسبب  ناقلات النفط بسبب عدم كونها خاضعة للتفتيش وبسبب تفريغها بالقرب من الشاطئ. يؤثر هذا التلوث على الحياة البحرية في تلك المناطق بشكل مباشر، كما أن سفن الشحن الكبيرة القادمة إلى لبنان والتي تنقل نفس الكمية التي تنقلها ناقلات النفط الصغيرة تقوم بتلويث غرفة المحرك.

## تفريغ مياه الصابورة
تتضمن المياه المفرغة من الصابورة مواد بيولوجية متنوعة تشمل النباتات والحيوانات والفيروسات والبكتيريا، وتكون هذه المواد في العادة من أنواع غير أصلية وضارة وغريبة والتي يمكن أن تسبب أضرار كبيرة بيئية واقتصادية  للأنظمة البيئية البحرية. تعتبر  مياه الصابورة المفرغة مصدرًا رئيسيًا للأنواع المجتاحة في المياه البحرية اللبنانية، وتشكل خطر على الصحة العامة والبيئة، فضلاً على التكلفة الاقتصادية الكبيرة للصناعات مثل مصايد الأسماك التجارية والترفيهية والزراعة والسياحة. على عكس البلدان المتقدمة، ليس في لبنان أي قوانين تعنى بتصريف مياه الصابورة، وتعمل السفن التي تصل إلى الموانئ اللبنانية بتصريف مياه الصابورة الراكدة ومياه الصابورة الزيتية والمياه الرمادية والمياه الآسنة دون أي إدارة أو عقوبات من قبل السلطات اللبنانية.

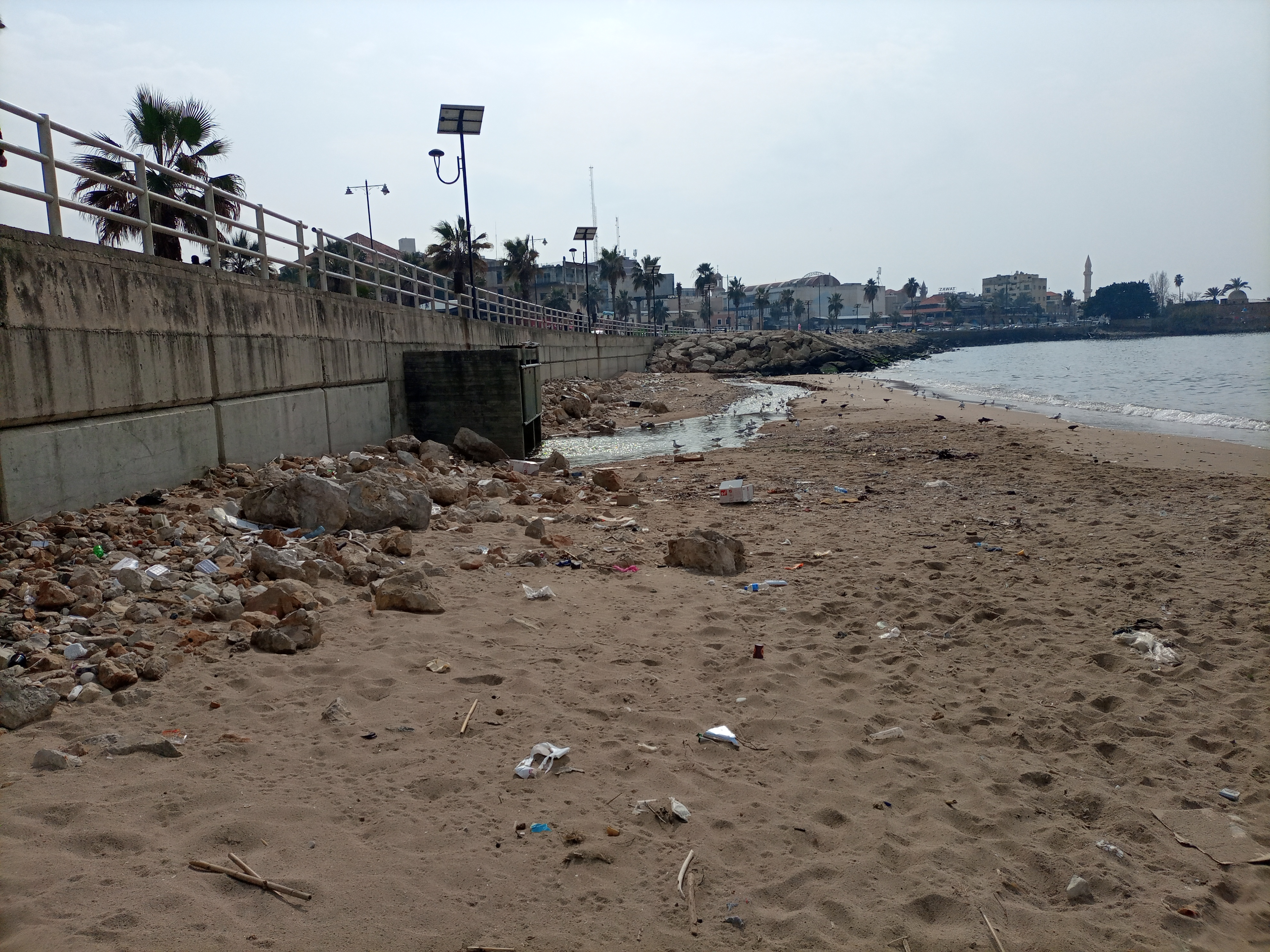
مصب المجاري على شاطئ صيدا

## انسكابات مياه الصرف الصحي
هنالك الكثير من الحالات تتدفق فيها مياه الصرف الصحي التي مصدرها المباني على الساحل نحو البحر الأبيض المتوسط دون أي حلول لهذه المشكلة. ولا تخضع السفن التجارية للتفتيش، وهي بذلك لا تخضع للملحق الرابع من اتفاقية ماربول والذي يُعنى بالتحكم في تلوث مياه البحر بمياه الصرف الصحي التي مصدرها السفن.

## إلقاء النفايات في البحر
من القضايا الخطيرة التي تهدد البيئة البحرية اللبنانية إلقاء النفايات من قبل الشاحنات والآبار والسفن في البحر. هنالك الكثير من الحالات في هذا السياق، مثل شركة سوكلين التي قامت بالتخلص من نفاياتها والتي شملت نفايات اشعاعية وطبية خطرة في منطقة مجاورة بالقرب من منطقة الكرنتينا. هناك أيضًا العديد من المواقع التي يتم فيها التخلص من النفايات على الساحل اللبناني خاصة بالقرب من ميناء صيدا وبرج حمود ونورماندي وطرابلس، بالإضافة إلى العديد من ناقلات الماشية التي تقوم بالتخلص من جثث الحيوانات في المياه الإقليمية اللبنانية.

## تسرب المواد السامة الضارة
وفقًا لمسوحات CNRS، فإن منطقة شكا البحرية ملوثة بمواد كيميائية ضارة مثل:حمض الكبريتيك وحامض الفوسفوريك. تحدث هذه الانسكابات بشكل أساسي أثناء عمليات التحميل والتفريغ قي محطة سيلاتا الكيميائية بالقرب من شكا.